# Панковичи
Панковичи — село в Дубенском районе Тульской области России.
В рамках административно-территориального устройства входит в Новопавшинский сельский округ Дубенского района, в рамках организации местного самоуправления включается в Протасовское сельское поселение.

## География
Расположено на реке Упа, в 35 км к западу от Тулы и от Алексина.

## Топоним
Этимология названия села, видимо происходит от многих мелких помещиков-панов живших когда-то в этой местности.

## История
Время образования села неизвестно. Церковный приход состоял из двух сёл: Нечаево и Мазалки. Всего прихожан числилось в 1895 году 595 человек мужского пола и 650 женского. Каменный храм в честь Николая Чудотворца построен в 1735 году на средства бригадира Стефана Лукича Вельяминова, по проекту И. И. Ветошникова. В последующее время внутри храма были произведены значительные изменения. В 1840 году иконостас его был заново переделан. В 1864 году трапезная часть храма была расширена и в ней устроен с правой стороны придельный алтарь в честь святого князя Александра Невского, на церковные средства и пожертвования граждан. В 1884 году с левой стороны трапезной церкви устроен алтарь в честь святой великомученицы Екатерины, на средства помещицы Александры Николаевны Генеропитомцевой. Штат церкви состоял из священника и псаломщика. Имелось церковной земли: усадебной — 1 десятина, полевой — 31 десятина и сенокосной — 3 десятины.
Здание храма представляет собой двусветный одноапсидный четверик с двухпридельной трапезной. Венчал храм купол, на окнах были кованые решетки.
Закрыта не позже 1930-х, венчания сломаны.

## Население
| 1859 | 1897 | 1915 | 2002 | 2010 |
| ---- | ---- | ---- | ---- | ---- |
| 685  | ↘557 | ↗737 | ↘36  | ↘34  |

## Инфраструктура
Церковь Николая Чудотворца в Панковичах. Современное состояние — аварийное: утрачен купол, разрушена колокольня, стены значительно повреждены, крыша по всей площади поросла травой. Сохранились часть штукатурки с фресками, изображающими святых и библейские сцены, фрагменты росписи, в очень неплохом состоянии. Ремонтные работы начаты в 2010-м.

## Транспорт
Просёлочные дороги. В пешей доступности (около 15 км) платформа 141 км.